# 葉懷佩
葉懷佩（英語：Andrew Yeh），台灣創作男歌手、詞曲作家、編曲家、音樂製作人。畢業於布朗大學，曾在JP Morgan擔任分析師。杰威爾音樂旗下藝人，曾為范瑋琪、袁詠琳、梁心颐、炎亞綸、林宥嘉、曾沛慈、閻奕格等多位藝人寫歌。

## 音樂作品
- 葉懷佩《愛會還原》(電視劇《幻城》卡索 角色歌曲) (演唱/製作/作曲/作詞)
- 葉懷佩《越唱越大聲》(電視劇《春梅》主题曲) (演唱/製作/作曲)
- 台視時代大戲《春梅》電視劇配樂 (配樂)
- 葉懷佩《Rainbows》(電視劇《我的30定律》片尾曲、電視劇《戀愛鄰距離》插曲) (演唱/ 製作/作曲/作詞/編曲)
- 葉懷佩《我相信我的相信》(電視劇《我的30定律》插曲、電視劇《戀愛鄰距離》插曲) (演唱/ 製作/作曲/作詞/編曲)
- 葉懷佩《黑色的白牆》 (法鼓山青年院 年度主題曲) (演唱/製作/作曲/MV演出)

## 歌曲合作
- 吳思賢《依然你在》(作曲)
- 炎亞綸【摩登原始人】專輯 - 作曲6首、製作3首歌曲《摩登原始人》、 《假如瞳孔有濾鏡》、《火種之人》
- 曹楊【規定情境】專輯 - 《機場》(製作/作曲)、《多一天》(製作/詞曲)
- 熊貓團《盤他》(作曲/製作)
- 曹楊《為誰美麗》(電視劇｢小娘惹 (2020年電視劇)｣片頭曲) (作曲)
- 袁詠琳《看不穿》(電視劇｢小娘惹 (2020年電視劇)｣片尾曲) (作曲/編曲/製作)
- 閻奕格《分就分了》(作曲/配唱製作)
- 曹樂《別怕，有我在》(製作)
- 鄭可強《不愛情》(製作/作曲)
- 梁心頤《光耀》(電視劇 《親愛的，熱愛的》插曲) (配唱製作)
- 鄧典《佛洛伊德》(作曲)
- 戴安娜《來真的》(製作/作曲/英文詞)
- 蕭煌奇《給親愛的你》(作曲)
- 戴愛玲《你試試看》(作曲)
- 秦宇子《LUNA 路娜 月亮女神》(作曲)
- 秦宇子《我不放手》(電視劇《幻城》火公主 角色歌曲) (製作)
- 袁詠琳《心底》(電視劇《幻城》片尾曲) (作曲/作詞)
- 袁詠琳《梨落》(電視劇《幻城》梨落 角色歌曲) (作曲)
- 《為明集團校園歌曲》 (製作/作曲/配唱及錄音)
- 陳永馨《黑暗中的心》 (製作/作曲)
- 劉明湘《當世界安靜》 (作曲)
- 梁心颐《心打開》 (製作/作曲 )
- 趙大格《蝌蚪散步》 (作曲)
- 袁詠琳《春梅》(電視劇《春梅》片尾曲) (製作/作曲)
- 邱凱偉《愛你一個人》(電視劇《春梅》插曲) (作曲)
- 張信哲《Mdada》(《女王派對》主題曲) (作曲/作詞)
- 丁丁《你是我的李白》(專輯首波主打) (作曲)
- 林宥嘉《想念》(作曲)
- 關詩敏《天氣預報》(《禎甄高興見到你》片尾曲) (作曲)
- 温嵐《輕戀愛》(作曲)
- 梁心颐《Goodnight》(製作/作曲/作詞)
- 范瑋琪《從小到大》(作曲/作詞/編曲)
- 梁心颐《我没有》(《給愛麗絲的奇跡》插曲)
- 梁心颐《Everything》(美國棉年度主題曲) (製作/作曲/作詞)
- 閻奕格《誰懂情歌唱什麼》(作曲)
- 193《B出口》(作曲)

## 資料參考
1. ↑  張詠淇. . 鏡周刊. 2017-04-08  [2021-02-22].
2. ↑  尤嬿妮. . 中時. 2020-12-07  [2021-02-22]. （原始内容存档于2021-04-21）.

## 外部連結
- 葉懷佩Andrew的Facebook專頁
- 葉懷佩Andrew的Instagram帳戶
- YouTube上的葉懷佩Andrew 頻道
- 葉懷佩Andrew的新浪微博